# Herbert Howells
Herbert Howells, född 17 oktober 1892, död 23 februari 1983, var en brittisk organist och tonsättare.
Herbert Howells studerade hos Herbert Brewer i Gloucester och senare för Charles Villiers Stanford vid The Royal College of Music i London. Som tonsättare vann Howells allmän uppmärksamhet med Mass in the Dorian Mode (1912) och en pianokonsert i c moll (1913). 1916 följde en pianokvartett i a moll. Howells uppehöll då en organisttjänst vid Salisbury Cathedral, som han dock snart lämnade på grund av ohälsa. Efter besök i Sydafrika (1921), Kanada och USA (1923) skrev Howells sin andra pianokonsert 1924, samtidigt som han började ägna sig åt kyrklig musik (till exempel Sine nomine och Procession). Den engelska naturen besjöng han i Pastoral rhapsody. Han skrev även ett requiem och andra verk. Howells stil var modern men med tydligt engelska tonfall och intervaller i melodiken.